# Marcus Georges-Hunt
Marcus Anthony Georges-Hunt (Miami, Florida, 28 de marzo de 1994) es un baloncestista estadounidense que pertenece a la plantilla del Al Riyadi Beirut de la Liga Libanesa de Baloncesto. Con 1,98 metros de estatura, juega en la posición de escolta.

## Trayectoria deportiva

### Universidad
Jugó cuatro temporadas con los Yellow Jackets del Instituto de Tecnología de Georgia, en las que promedió 13,3 puntos, 4,5 rebotes y 2,2 asistencias por partido. En su última temporada fue incluido en el segundo mejor quinteto de la Atlantic Coast Conference por los entrenadores y en el tercero por la prensa especializada, tras acabar la temporada como séptimo mejor anotador de la conferencia, con 16,7 puntos por partido, y convertirse en el 17º mayor anotador de la historia de los Yellow Jackets, con 1.728 puntos conseguidos.

### Profesional
Tras no ser elegido en el Draft de la NBA de 2016, se unió a los Brooklyn Nets para disputar las Ligas de Verano, en las que promedió 2,7 puntos y 1,0 rebotes por partido. El 26 de septiembre firmó con los Celtics, pero fue despedido el 20 de octubre tras disputar dos partidos de pretemporada.
El 31 de octubre fichó por los Maine Red Claws como jugador afiliado de los Celtics. El 3 de abril de 2017 firmó contrato con Orlando Magic.
El 11 de agosto de 2017 fichó por los Minnesota Timberwolves.
El 1 de octubre de 2018 fichó por Boston Celtics, pero fue despedido antes del comienzo de la temporada.
El 27 de julio de 2022 fichó por el Kuwait Club de la División 1 de Kuwait.
El 1 de abril de 2025 fichó por el Al Riyadi Beirut de la Liga Libanesa de Baloncesto.

## Estadísticas de su carrera en la NBA

### Temporada regular
| Año     | Equipo    | PJ | PT | MPP | %TC  | %3P  | %TL  | RPP | APP | ROB | TPP | PPP |
| ------- | --------- | -- | -- | --- | ---- | ---- | ---- | --- | --- | --- | --- | --- |
| 2016-17 | Orlando   | 5  | 0  | 9.6 | .286 | .500 | .900 | 1.8 | 0.6 | 0.2 | 0.0 | 2.8 |
| 2017-18 | Minnesota | 42 | 0  | 5.3 | .438 | .267 | .619 | 0.4 | 0.2 | 0.1 | 0.0 | 1.4 |
| Total   | Total     | 47 | 0  | 5.8 | .418 | .294 | .710 | 0.5 | 0.2 | 0.1 | 0.0 | 1.6 |

### Playoffs
| Año   | Equipo    | PJ | PT | MPP | %TC  | %3P | %TL | RPP | APP | ROB | TPP | PPP |
| ----- | --------- | -- | -- | --- | ---- | --- | --- | --- | --- | --- | --- | --- |
| 2018  | Minnesota | 2  | 0  | 1.5 | .000 | –   | –   | .5  | .0  | .0  | .0  | .0  |
| Total | Total     | 2  | 0  | 1.5 | .000 | –   | –   | .5  | .0  | .0  | .0  | .0  |